# Coronel Vivida
Coronel Vivida est une municipalité brésilienne située dans l'État du Paraná.